# Kiss You Goodbye
Kiss You Goodbye är en låt av den svenske sångaren Anton Hagman. Låten skrevs av Christian Fast, Tim Schou och Henrik Nordenback. Den deltog i Melodifestivalen 2017, och kvalificerade sig till andra chansen från den tredje semifinalen. Låten kvalificerade sig till finalen från andra chansen den 4 mars 2017.

## Låtlista
| 1. | Kiss You Goodbye | 2:59 |